# Werndorf
Werndorf é um município da Áustria, situado no distrito de Graz-Umgebung, na estado da Estíria. Tem 6,24 km² de área e sua população em 2019 foi estimada em 2.356 habitantes.